# Iki (estética)

Un peinado con algunos mechones sueltos, el corte de un kimono que deja al descubierto la nuca empolvada y "sugiere un pasaje a la carne", el patrón rayado de su tejido que expresa la dualidad inherente a la atracción, o el color frío de esta última que "persiste en el crepúsculo del alma", son expresiones iki.

El iki (粋 ou 意気?) es una noción de la estética japonesa, que define un ideal de sofisticación natural. Nació durante el siglo XVII, entre los chōnin, una clase social que incluía a comerciantes y artesanos. Indica un cierto desapego, una forma de elegancia, el encanto de la discreción, un sentido de la urbanidad, una preferencia por la sombra, un amor por los colores sobrios y un gusto por los sabores fuertes.

## Definición
Iki es un ideal estético concebido por la burguesía del periodo Edo (1603-1868), los chōnin en particular, que floreció en los distritos del placer y al que aspiraban las geishas. La antropóloga Liza Dalby lo describe así: "El objetivo a alcanzar era la elegancia natural. Además de este rechazo a la vulgaridad, el verdadero estilo iki contenía una parte de audacia y de inconformismo. Iki también implica sinceridad, pero una sinceridad sofisticada y no la franqueza ciega de la juventud, el ardor y la inexperiencia. […] Ser iki significaba ser sofisticado sin ser hipócrita, puro pero sin ingenuidad."Iki, que se escribe en kanji, 粋 " o " 意気 " (" elegancia", "refinamiento"), designa una sensibilidad que cultiva la urbanidad, el refinamiento discreto y rechaza el conformismo, la arrogancia guerrera y la pedantería. El estado mental iki corresponde a la apertura mental que hace de uno un conocedor de lo refinado y sofisticado. Se materializa, en particular, en una búsqueda de sofisticación en la forma de vestir (el morado es el color iki por excelencia) y de elaborar el propio atractivo sexual.
Un objeto o acontecimiento iki es simple, improvisado, directo, mesurado, temporal o efímero, romántico, original, refinado, discreto, etc. Una persona o acción iki es atrevida, elegante y refinada, espontánea, despreocupada, tranquila, vagamente indiferente, de mente abierta, bonita pero sin intentar serlo, abierta, mesurada, etc. Por el contrario, no puede ser perfecto, artístico, complicado, demasiado bonito o diligente, hablador o kawaii (“ bonito").
Aunque otras nociones estéticas, como el wabi-sabi, han perdido casi toda influencia en el Japón moderno, el término iki sigue utilizándose comúnmente en conversaciones o medios de comunicación. En este sentido contemporáneo, iki es similar a las nociones occidentales de "cool" o "clase", del que sin embargo difiere.
El concepto se puede utilizar en muchas circunstancias, pero se aplica especialmente a las personas (su personalidad y sus acciones), las situaciones, la arquitectura, la moda o el diseño. Siempre está relacionado con una persona o algo que ella creó o quiso. Iki no se encuentra en la naturaleza misma, sino en el acto de observar y apreciarla.
El escritor japonés contemporáneo que mejor representa la noción iki es probablemente Haruki Murakami, quien escribe de manera fresca, directa y original sobre situaciones cotidianas. Por otro lado, Yasunari Kawabata es parte de la tradición wabi-sabi.
En Kansai, el ideal estético del sui es dominante. Cercano pero distinto de iki, sui se representa con el mismo kanji, 粋.
Los observadores extranjeros que no están familiarizados con la cultura japonesa a veces confunden iki  con "todo lo japonés", descuidando así las condiciones específicas que hacen que un objeto o persona sea iki. Por ejemplo, los samuráis no lo son.

## Orígenes e historia
Durante el período Edo, las clases samuráis gobernantes aprobaron una serie de edictos que restringían las expresiones de riqueza material de aquellos que se encontraban oficialmente más abajo en la jerarquía social como una forma de preservar el estatus de las clases altas; esto incluía edictos sobre la vestimenta que impedían que las clases bajas parecieran estar visiblemente por encima de su clase social. Aunque los edictos sobre vestimenta tuvieron poco impacto en gran parte de las clases trabajadoras, que tenían poco acceso a la riqueza que les permitiera comprar kimonos de seda nuevos y costosos, las clases mercantiles –socialmente empobrecidas pero monetariamente poderosas– se vieron directamente afectadas por estas leyes, ya que los cambios, con el tiempo, las llevaron a controlar gran parte de la economía de Japón.
Esto llevó al desarrollo del iki como una expresión de la naturaleza ahora subterránea de la riqueza de las clases mercantiles; obedecer la ley era demasiado seguro y violarla descaradamente demasiado peligroso, lo que llevó al surgimiento del iki como un silbido visual y una neojerarquía dentro de un grupo social específico de pares.
Por una exhibición demasiado flagrante de su riqueza, un ciudadano corría el riesgo de que se la confiscaran. Por lo tanto, era probable que la casa de un comerciante tuviera un exterior modesto y, sin embargo, estuviera llena de tesoros. Podría llevarn kimono de lana sobrio y sencillo, pero con un exquisito forro de seda. La opulencia se canalizó en detalles sutiles.
De esta manera, tanto los samuráis como las clases trabajadoras bajas eran considerados carentes de iki: los primeros tenían que exhibir riqueza sin sutileza como forma de dominio social, y los segundos no tenían acceso a ningún tipo de opulencia y no podían elegir aparentar otra cosa que ser empobrecidos.
A pesar de esto, los guerreros individuales considerados de clase alta llegaron a ser representados comúnmente como la encarnación iki, generalmente a través de ideales de modales claros y elegantes y de una franqueza franca e inquebrantable, independientemente de las circunstancias, la angustia o los sentimientos individuales; las historias de guerreros rebeldes que elegían el deber (giri) por sobre sentimientos personales a menudo dolorosos y atormentados (ninjō) se convirtieron en historias populares en el kabuki, una forma de teatro popular entre las clases mercantiles.
Las geishas también llegaron a ser vistas como iki, no solo por su apariencia contrastante y discreta frente a las cortesanas más llamativas, sino por su reputación de ser inquebrantablemente leales; un nombre popular para los aposentos del placer, el karyūkai (literalmente: "El mundo de las flores y los sauces"), describió a las cortesanas (flores hermosas pero fugaces) y a las geishas (los sauces resistentes, que a menudo se doblan ante el mal tiempo pero nunca se parten) como elementos contrastantes, donde las geishas encarnan la lealtad a sus patrones.  Este concepto llegó a encarnar a las geishas de forma tan completa que facciones políticas rivales a menudo patrocinaban barrios de geishas completamente diferentes, y las geishas de cada uno de ellos se mantenían leales a sus clientes. Las geishas, junto con los guerreros rebeldes, también se convirtieron en el tema común de muchas obras kabuki que giraban en torno al deber frente a los propios sentimientos.

### Introducción en Europa
La noción iki está en el centro del Unterwegs zur Sprache (Diálogo con un japonés) de Martin Heidegger. Se traduce como "La paz silenciosa del éxtasis". El interlocutor japonés mencionado es el profesor Tezuka Tomio. La entrevista se refiere al filósofo japonés Shūzō Kuki. Hijo de un alto funcionario japonés y de una geisha de Kioto, Shūzō viajó por Europa entre 1921 y 1929. Después de asistir a las clases de Heidegger, viajó a París donde asistió, entre otras, a las clases de Bergson, conoció a Jean-Paul Sartre, a quien introdujo en el pensamiento del maestro alemán, y se interesó por el dandismo baudelaireano. A su regreso a Japón, se le encomendó la gestión de la nueva cátedra de filosofía francesa en la Universidad de Kioto. Iki es la "imagen negativa persistente que acompaña a una experiencia brillante", según la traducción similar a una definición dada en japonés.

## Tsuyyabo
El ideal del tsū (通?) describe a una persona refinada, culta, sin extrema solemnidad.
Iki y tsū a veces son sinónimos, pero tsū solo se aplica a una persona, mientras que iki también puede aplicarse a una situación o un objeto. La idea de refinamiento expresada por estas dos nociones es de naturaleza informal. Tsū a veces puede conllevar un elemento de obsesión y pedantería cultural que está ausente en el iki. Por ejemplo, tsū puede aplicarse a una persona que sabe todo sobre el arte de disfrutar una forma de cocina japonesa (como el sushi, la tempura o el soba). Tsu se basa más en el conocimiento que Iki, que se refiere más al comportamiento. De esta manera, el tsū se puede transmitir más fácilmente, a través de consejos o sugerencias. Por lo tanto, el tsū es a veces superficial desde el punto de vista del iki, ya que este so se puede  obtener simplemente adquiriendo conocimiento.
El yabo (野暮?) es el opuesto de iki: una falta de sofisticación. El busui (無粋?  literalmente "no-'sui' o "no-'iki') es sinónimo de yabo. El yabo es grosero, vulgar, escandaloso, llamativo, ruidoso y maleducado,El concepto se acerca al paleto.